# Halle (Westfalen)
Halle (Westfalen) este o comună din landul Renania de Nord-Westfalia, Germania.

## Personalități născute aici
- Ilia Topuria (n. 1997), luptător georgian de arte marțiale.